# Utetes anaximandri
Utetes anaximandri är en stekelart som först beskrevs av Fischer 1970.  Utetes anaximandri ingår i släktet Utetes och familjen bracksteklar. Inga underarter finns listade i Catalogue of Life.